# Cantone di Grasse-Sud
Il Cantone di Grasse-Sud era una divisione amministrativa dell'arrondissement di Grasse.
A seguito della riforma approvata con decreto del 24 febbraio 2014, che ha avuto attuazione dopo le elezioni dipartimentali del 2015, è stato soppresso.

## Composizione
Comprendeva parte della città di Grasse e 2 comuni:
- Auribeau-sur-Siagne
- Pégomas